# 长坝镇 (金沙县)
长坝镇，是中华人民共和国贵州省毕节市金沙县下辖的一个乡镇级行政单位。
2016年1月29日，贵州省人民政府批复同意撤销长坝乡，设置长坝镇。撤乡设镇后行政区域和政府驻地不变。

## 行政区划
长坝镇下辖以下地区：
双堰村、新化村、上马村、昆仑村、石关村、三联村、店民村和花滩村。